# Myke Henry
Mycheal "Myke" Henry (Chicago, Illinois, 23 de diciembre de 1992) es un baloncestista estadounidense que actualmente se encuentra sin equipo. Con 1,98 metros de estatura, juega en la posición de alero.

## Trayectoria deportiva

### Universidad
Jugó dos temporadas con los Fighting Illini de la Universidad de Illinois, tras ser reclutado por Bruce Weber, en las que promedió 3,2 puntos y 1,7 rebotes por partido. La destitución de Weber hizo que en 2013 pidiera ser transferido a los Blue Demons de la Universidad DePaul, teniendo que pasar el preceptivo año en blanco que imponen las normas de la NCAA. Disputó otras dos temporadas, en las que acabó promediando 12,8 puntos y 5,8 rebotes por encuentro.

### Profesional
Tras no ser elegido en el Draft de la NBA de 2016, se hizo un hueco en la plantilla de los Oklahoma City Blue de la NBA D-League, donde en su primera temporada, jugando como suplente, promedió 3,5 puntos y 1,8 rebotes por partido.
En mayo de 2017 fichó por los Rayos de Hermosillo de la CIBACOPA del noroeste de México, donde jugó 33 partidos, promediando 17,6 puntos y 5,7 rebotes. Regrsó a los Blue para la temporada 2017-18.
El 13 de enero de 2018 firmó un contrato dual con los Memphis Grizzlies de la NBA, para jugar además en los Memphis Hustle de la G League.
[actualizar]

### Baloncesto 3x3
En 2016, formó equipo de baloncesto 3x3 en la ciudad de Chicago junto con Stefhon Hannah, Kavon Lytch y Alfonzo McKinnie, resultando campeones imbatidos en el campeonato nacional disputado en agosto en Colorado Springs, Colorado, que les dio acceso a representar a Estados Unidos en la Copa Mundial FIBA que se celebró en Guangzhou, China, logrando la medalla de plata.

## Estadísticas de su carrera en la NBA

### Temporada regular
| Año     | Equipo  | PJ | PT | MPP  | %TC  | %3P  | %TL  | RPP | APP | ROB | TPP | PPP |
| ------- | ------- | -- | -- | ---- | ---- | ---- | ---- | --- | --- | --- | --- | --- |
| 2017-18 | Memphis | 20 | 0  | 18.9 | .376 | .328 | .600 | 1.9 | 1.1 | 1.6 | .3  | 5.4 |
| Total   | Total   | 20 | 0  | 18.9 | .376 | .328 | .600 | 1.9 | 1.1 | 1.6 | .3  | 5.4 |